# Ferrovia Lugano-Tesserete
La ferrovia Lugano-Tesserete (LT) era una linea ferroviaria a scartamento metrico di 8 chilometri che collegava la città di Lugano con la località montana di Tesserete, toccando i centri abitati posti sul versante occidentale della valle del Cassarate.

Fu in esercizio dal 1909 al 1967.

## Storia
Il 17 settembre 1905 si costituì a Tesserete la Società per la Tramvia Elettrica Lugano Tesserete (LT), allo scopo di costruire ed esercire una linea da Lugano a Tesserete, secondo la concessione federale ottenuta nel 1897.
Nel 1908 il termine Tramvia nella ragione sociale venne modificato in Ferrovia, anche perché il progetto era stato modificato, rendendo il tracciato della linea indipendente in molti tratti da quello della strada cantonale.
La linea venne inaugurata il 25 luglio 1909 e conobbe subito un intenso traffico pendolare e turistico.
Nel 1911 la LT tentò di pervenire a un accordo con la Società delle Ferrovie Luganesi (SFL), che gestiva la linea Lugano-Ponte Tresa, per una gestione comune delle due linee; tale obiettivo non fu raggiunto. Tuttavia venne realizzato un binario di raccordo fra le due stazioni luganesi, per l'inoltro di carri merci.
Dopo la seconda guerra mondiale, la linea iniziò a risentire negativamente della concorrenza automobilistica; da più parti venne proposta la sua sostituzione con una filovia o con un'autolinea, unificando la gestione con la vicina linea Lugano–Cadro–Dino.
L'esercizio ferroviario fu sospeso il 28 maggio 1967 a causa del cedimento di un ponte presso Ganna.
Nel 1970 la linea fu ufficialmente soppressa e sostituita da un'autolinea; l'anno prima la LT aveva assorbito la LCD, cambiando ragione sociale nel 1971 in Autolinee Regionali Luganesi (ARL).

## Caratteristiche
La linea, a scartamento metrico, era lunga 7.983,70 metri ed era elettrificata a corrente continua con la tensione di 1.000 V. La pendenza massima della linea era del 65 per mille, il raggio minimo di curva di 35 metri. I primi 660 metri della linea erano in sede stradale; oltre la ferrovia correva a lato della strada cantonale fino a Canobbio, mentre da Canobbio a Tesserete la linea era in sede propria.

### Percorso
|  |  | Continuation backward |

| Unknown route-map component "d" | Unknown route-map component "STR+l" | Transverse track | Unknown route-map component "KRZo" | Unknown route-map component "dCONTfq" |

| Unknown route-map component "KBHFxe" | Unknown route-map component "exKBHFa" | Station on track |

| Unknown route-map component "exKRWl" | Unknown route-map component "exKRWg+r" | Straight track |

| Unknown route-map component "d" |  | Unknown route-map component "exSTR" | One way leftward | Unknown route-map component "dCONTfq" |

| Unknown route-map component "exHST" |

| Unknown route-map component "exHST" |

| Unknown route-map component "exHST" |

| Unknown route-map component "exTUNNEL1" |

| Unknown route-map component "exHST" |

| Unknown route-map component "exHST" |

| Unknown route-map component "exHST" |

| Unknown route-map component "exBHF" |

| Unknown route-map component "exHST" |

| Unknown route-map component "exHST" |

| Unknown route-map component "exKBHFe" |

## Materiale rotabile
Il materiale di trazione consisteva in 3 elettromotrici, costruite dalla Schlieren con parte elettrica Alioth, classificate BCFe 4/4 e numerate 1-3. L'unità 3, leggermente più capiente, era molto più potente delle altre due, e veniva utilizzata al traino di treni misti passeggeri e merci.

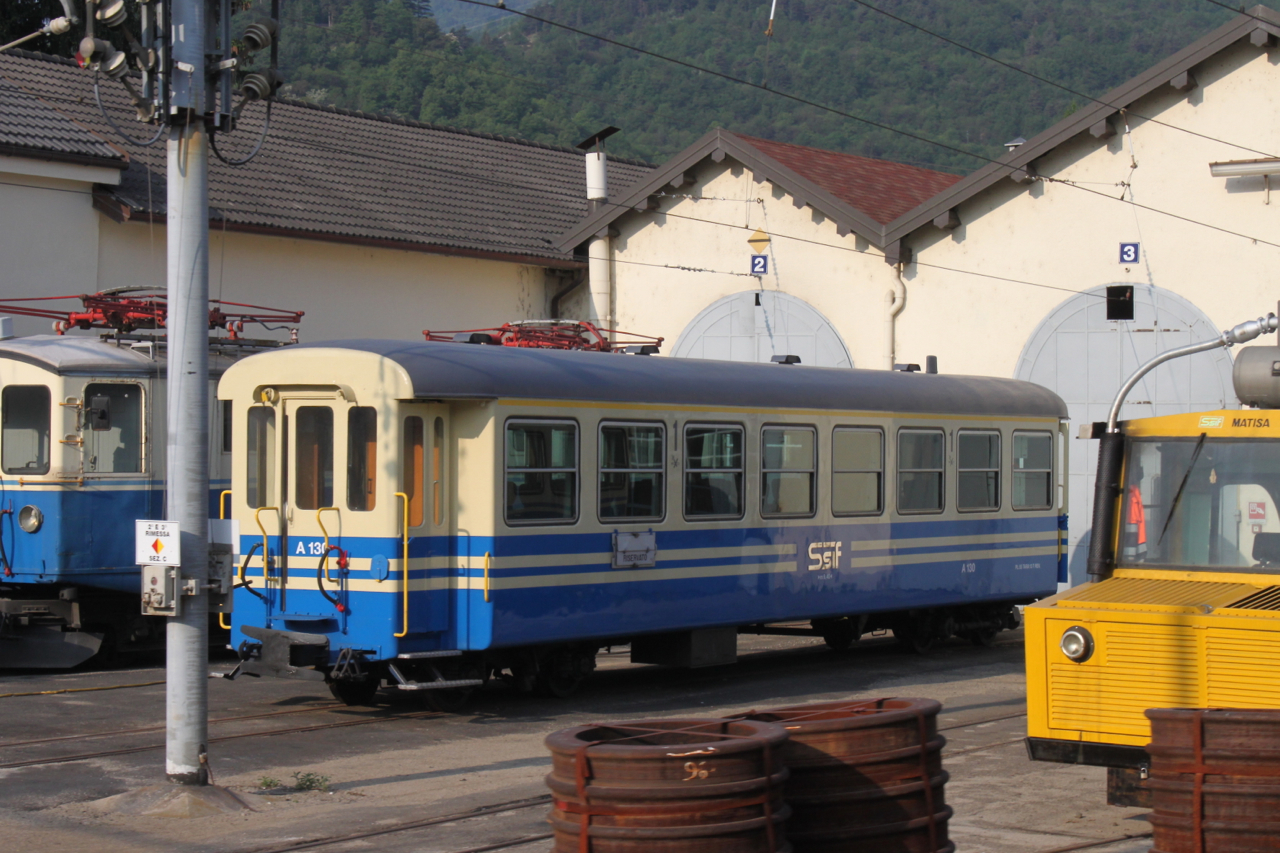
La carrozza A 130 della SSIF, ex FART ed ex LT, al deposito di Domodossola (2011)

Il parco rotabili all'apertura si completava con due carrozze passeggeri e quattro carri merci, tutti a due assi. Ad essi si aggiunsero nel 1926 due carrozze a due assi acquistate dalla MOB, una carrozza a carrelli acquistata nuova nel 1948 e altre due carrozze a due assi acquistate nel 1957 dalla SZB, oltre a due carri merci (acquistati nel 1911 e nel 1918) ed un carro di servizio. 
Alla chiusura della linea una motrice fu ceduta alla FART insieme alla carrozza a carrelli; due carri merci furono acquistati dalla FLP.